# NGC 1576
NGC 1576 је елиптична галаксија у сазвежђу Еридан која се налази на NGC листи објеката дубоког неба.
Деклинација објекта је - 3° 37' 15" а ректасцензија 4h 26m 18,7s. Привидна величина (магнитуда) објекта NGC 1576 износи 13,3 а фотографска магнитуда 14,3. NGC 1576 је још познат и под ознакама MCG -1-12-7, PGC 15089.